# Federação Americana de Funcionários Estaduais, do Condado e Municipais
A Federação Americana de Funcionários Estaduais, Municipais e do Condado (AFSCME) é o maior sindicato de funcionários públicos nos Estados Unidos. Representa 1,3 milhão de funcionários e aposentados do setor público, incluindo trabalhadores da saúde, agentes penitenciários, coletores de lixo, policiais, bombeiros e prestadores de cuidados infantis. Fundada em Madison, Wisconsin, em 1932, a AFSCME integra a AFL–CIO, uma das duas principais federações trabalhistas dos Estados Unidos. Desde sua criação, o sindicato teve quatro presidentes.
O sindicato é reconhecido por seu engajamento em campanhas políticas, quase exclusivamente em apoio ao Partido Democrata. A AFSCME foi um dos primeiros grupos a se beneficiar da decisão de 2010 em Citizens United [en], que permitiu que sindicatos e empresas financiassem diretamente anúncios pedindo explicitamente a eleição ou derrota de candidatos. Entre as prioridades políticas da AFSCME estão o sistema de saúde de pagador único [en], a proteção de benefícios de pensão, o aumento do salário mínimo, a prevenção da privatização de empregos governamentais e a ampliação dos benefícios de desemprego.
A AFSCME está organizada em cerca de 3.400 sindicatos locais distribuídos por 46 estados dos EUA, além do Distrito de Columbia e Porto Rico.

## História
A AFSCME surgiu a partir da Associação de Funcionários Estaduais de Wisconsin (WSEA), fundada em Madison, Wisconsin, em 1932, para representar cerca de 50 funcionários públicos do estado. A WSEA foi criada em resposta a temores de demissões motivadas politicamente, à possível eliminação do serviço público e ao retorno de cargos baseados em patronagem [en]. Arnold Zander [en], administrador de pessoal do estado de Wisconsin, destacou-se como um dos primeiros líderes do sindicato. Logo após sua formação, a WSEA obteve uma carta da American Federation of Labor [en] (Federação Americana do trabalho) como Federal Labor Union 18213.
Um dos primeiros projetos do grupo foi proteger os empregos do serviço público em Wisconsin após uma legislatura recém-eleita do Partido Democrata anunciar planos de eliminar Republicanos do serviço público. Com o apoio da American Federation of Labor (AFL), o esforço foi bem-sucedido.
A história da AFSCME está documentada em seus arquivos na Biblioteca Walter P. Reuther [en], em Detroit, Michigan.

### Presidência de Arnold Zander (1936–1964)
Em 1935, após reuniões entre Zander e o presidente da AFL, William Green [en], a AFSCME tornou-se um capítulo da Federação Americana de Funcionários Governamentais [en]. Em 1936, o sindicato recebeu uma carta independente da AFL.
Na década de 1930, a AFSCME era majoritariamente um sindicato de trabalhadores de colarinho branco do serviço público, como bibliotecários, assistentes sociais e funcionários administrativos. Esses trabalhadores não tinham legalmente o direito de negociação coletiva nem de fazer greve — direitos que Zander não defendia.
O sindicato cresceu lentamente nas décadas seguintes, transformando-se gradualmente de uma associação voltada à proteção do sistema de serviço público em um sindicato interessado em negociação coletiva.
Em agosto de 1936, a AFSCME contava com 119 sindicatos locais e pouco menos de 4.000 membros, número que subiu para 9.737 até o final daquele ano. Em 1940, o total de membros alcançava quase 30.000. O sindicato inovou ao revitalizar o sindicalismo policial no final dos anos 1930, organizando policiais e funcionários de instalações correcionais.

### Presidência de Jerry Wurf (1964–1981)
Em 1964, Jerry Wurf [en] derrotou Zander e assumiu como presidente internacional do sindicato. Sob sua liderança, a AFSCME foi integrada racialmente [en] na década de 1960 e começou a crescer mais rapidamente. Wurf lançou a campanha de sindicalização mais agressiva da história da organização, rompendo com padrões anteriores de reforma do serviço público e adotando uma forma mais militante de sindicalismo, visando equiparação com trabalhadores do setor privado. Durante sua gestão, a AFSCME destacou-se por recrutar agressivamente mulheres e trabalhadores negros.
Em 1968, Martin Luther King Jr. foi assassinado em Memphis, Tennessee, enquanto apoiava uma greve [en] do sindicato dos coletores de lixo afro-americanos, o Local 1733 da AFSCME.
Em 1969, a AFSCME sindicalizava 1.000 novos trabalhadores por dia. O maior período de crescimento ocorreu nos anos 1970. Em 1973, o sindicato concluiu uma campanha de organização de três anos que envolveu 75.000 funcionários da Pensilvânia, a maior da história trabalhista dos EUA. Durante a presidência de Wurf, o número de membros cresceu de 200.000 para cerca de um milhão, ultrapassando a marca de um milhão em 1978.
A AFSCME criou seu primeiro comitê de ação política em 1971. O sindicato apoiou a candidatura presidencial de George McGovern em 1972 e a bem-sucedida campanha de Jimmy Carter em 1976.

### Presidência de Gerald McEntee (1981–2012)
Gerald McEntee [en] foi eleito presidente da AFSCME após a morte de Wurf, em 1981. Nos anos 1980, o sindicato continuou a crescer, sindicalizando funcionários universitários e de asilos e incorporando outros sindicatos. Em 1982, aprovou o apoio à legislação federal, estadual e local para ampliar os direitos civis de cidadãos gays e lésbicas. Em 1989, um terço dos sindicatos locais e a sede do extinto Sindicato Nacional de Funcionários de Hospitais e Saúde (NUHHCE) juntaram-se à AFSCME. Em 1992, a AFSCME foi o primeiro sindicato nacional a apoiar Bill Clinton em sua candidatura presidencial. O sindicato liderou a oposição à assinatura do Acordo de Livre Comércio da América do Norte por Clinton. No final dos anos 1990, expandiu sua filiação para Porto Rico e Panamá. Foi também um dos primeiros apoiadores da campanha presidencial de Barack Obama em 2008.
Em 2011, McEntee anunciou sua aposentadoria, decidindo não concorrer a outro mandato em 2012. Em seu último ano, 2012, recebeu um salário bruto de US$ 1.020.751. O uso de US$ 325.000 dos fundos do sindicato para fretar jatos particulares em 2010 e 2011 tornou-se um ponto de controvérsia na campanha para sua sucessão.

### Presidência de Lee Saunders (desde 2012)
Na Convenção da AFSCME de 2012, em Los Angeles, Lee Saunders [en] foi eleito presidente. Laura Reyes foi eleita secretária-tesoureira. Saunders derrotou Danny Donohue, presidente da Associação de Funcionários do Serviço Civil [en], com 54% dos votos e foi reeleito sem oposição em julho de 2016. Antes disso, Saunders havia sido secretário-tesoureiro em 2010, após a aposentadoria de Bill Lucy. Durante sua gestão, a AFSCME aumentou seu número de membros e intensificou seu envolvimento político.
Reyes renunciou ao cargo de secretária-tesoureira em 2017, e o Conselho Executivo Internacional da AFSCME elegeu Elissa McBride para o posto em março de 2017.

## Liderança e operações
Segundo a AFSCME, o sindicato conta com cerca de 3.400 sindicatos locais e 58 conselhos e afiliados em 46 estados dos EUA, no Distrito de Columbia e em Porto Rico. Cada sindicato local elabora sua própria constituição, define sua estrutura, elege seus dirigentes e estabelece suas cotas. A sede da AFSCME, em Washington, D.C., coordena as ações do sindicato em questões políticas e de âmbito nacional. A cada dois anos, a AFSCME realiza uma Convenção Internacional para definir suas políticas básicas.
A cada quatro anos, o sindicato elege um presidente, um secretário-tesoureiro e 35 vice-presidentes regionais.
Entre os secretários-tesoureiros notáveis estão Gordon Chapman (1937–1944, 1948–1961, 1962–1966), Joseph Ames (1966–1972) e William Lucy [en] (1972–2010).

## Campanhas de organização sindical

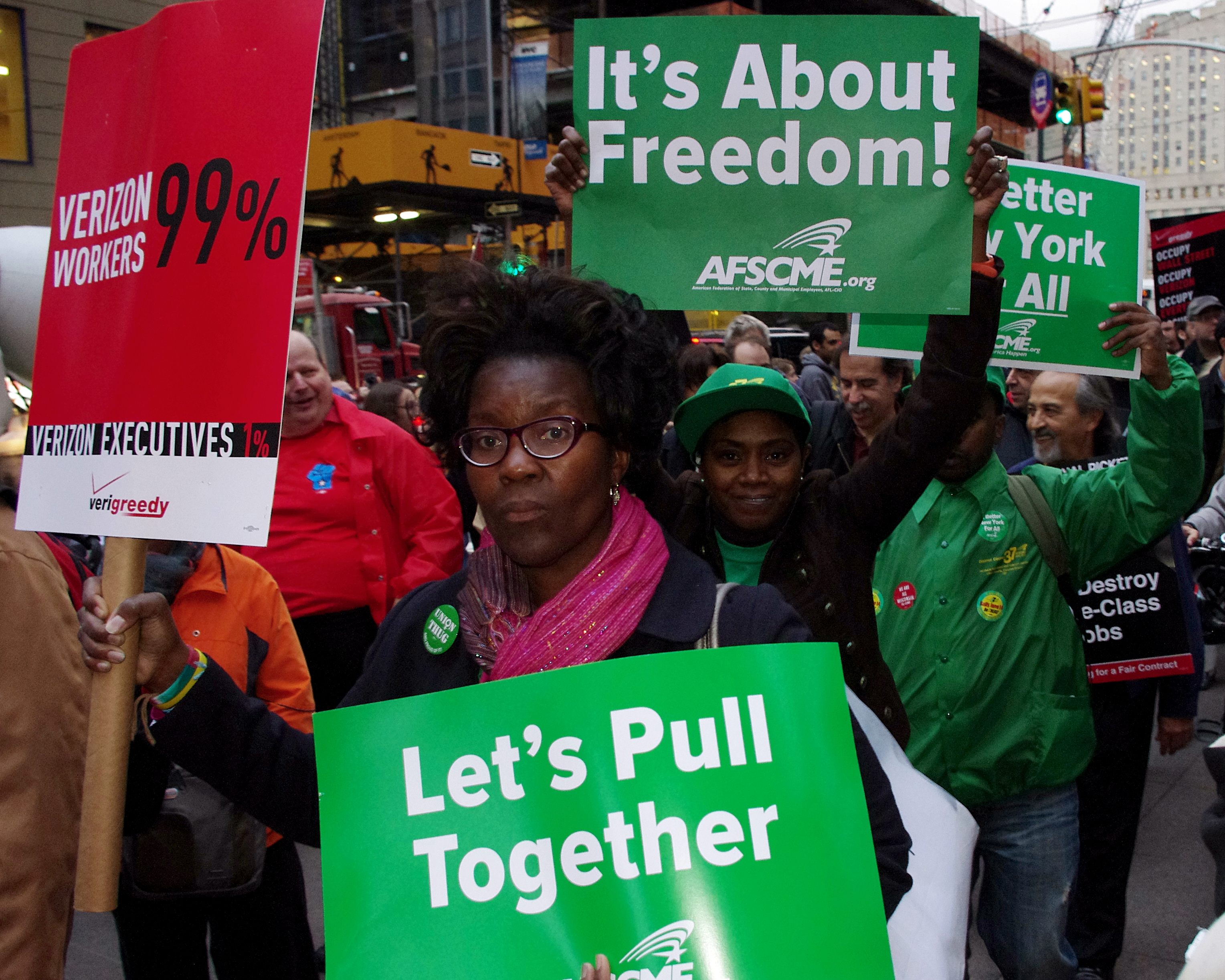
Membros marchando em solidariedade ao Occupy Wall Street em Nova York, outubro de 2011

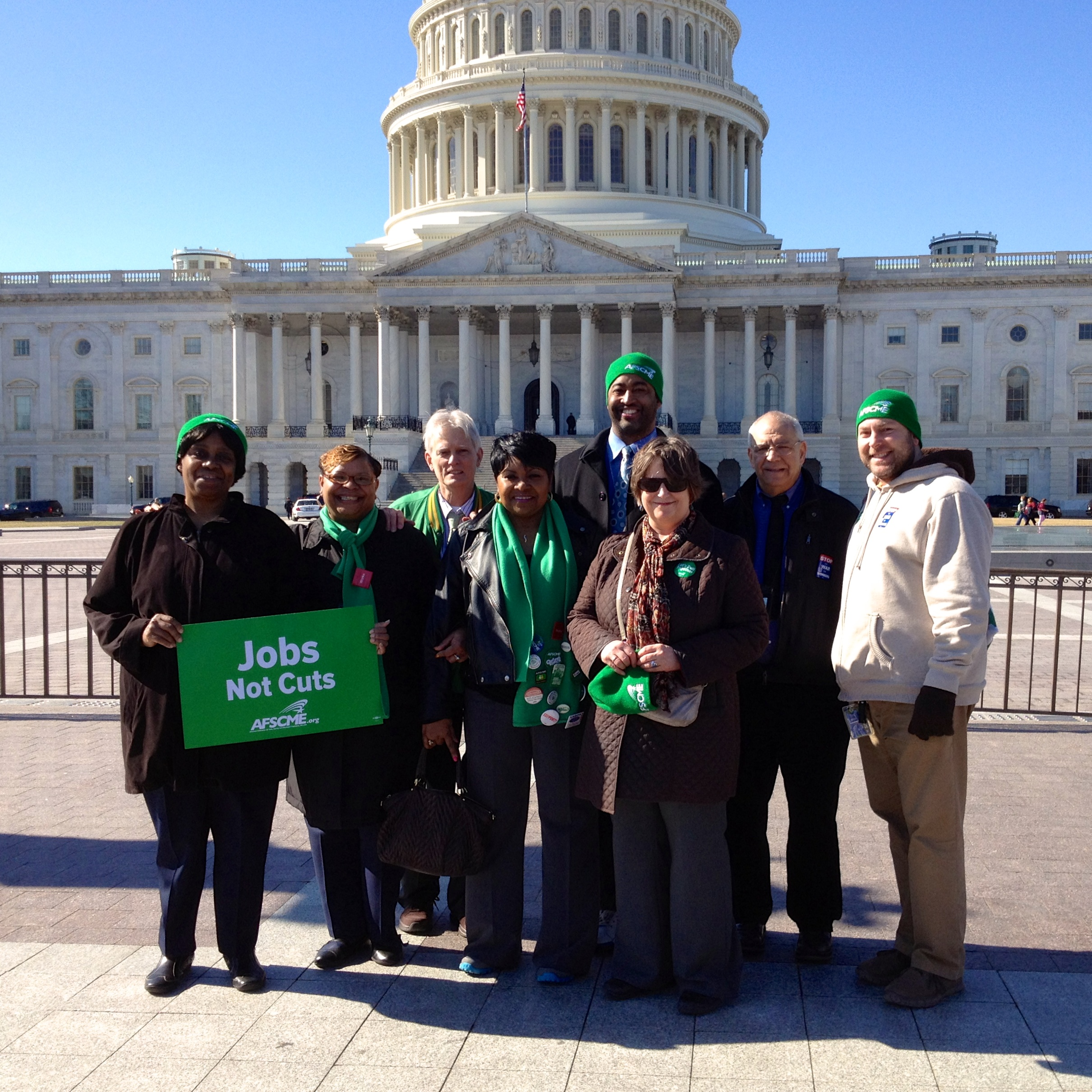
Membros da AFSCME ao lado do Capitólio dos Estados Unidos, 2013

A partir dos anos 2000, a AFSCME iniciou campanhas para organizar prestadores de cuidados infantis domiciliares. Em 2005, quando o governador de Illinois, Rod Blagojevich, assinou uma ordem executiva permitindo a negociação coletiva desses trabalhadores com o estado, surgiu uma guerra de território entre a AFSCME e o  Serviço Internacional de Funcionários (SEIU) pelo direito exclusivo de organizá-los. O SEIU apresentou acusações contra a AFSCME na AFL–CIO, resultando na vitória do SEIU para sindicalizar os trabalhadores de cuidados de saúde domiciliares de Illinois, com a AFSCME abandonando sua tentativa.
A AFSCME representa 24.000 zeladores, trabalhadores de alimentação, jardineiros e outros funcionários de serviços no sistema da Universidade da Califórnia. Em 2007, resolveu uma disputa de dois anos com a Universidade da Califórnia, garantindo aumentos salariais para os trabalhadores mais mal pagos do sistema.

## Atividade política
Desde o final dos anos 1960, a AFSCME tornou-se um dos sindicatos mais politizados da AFL–CIO. A partir de 1972, tem sido uma força central na ala progressista do Partido Democrata, influenciando a agenda legislativa e a escolha de candidatos presidenciais democratas. Nos anos 1990, foi o maior doador dos EUA para Bill Clinton.

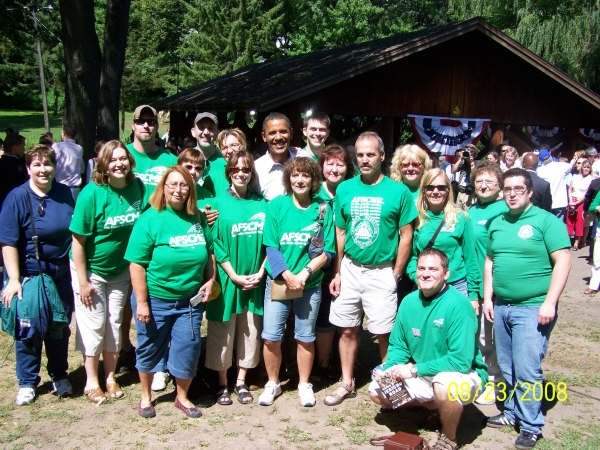
Membros da AFSCME com o então senador Barack Obama, 2008

De acordo com o OpenSecrets [en], a AFSCME é a quinta maior organização contribuinte para campanhas e partidos federais nos EUA, tendo doado mais de US$ 126 milhões desde 1990. Quase todas as suas contribuições vão para campanhas do Partido Democrata, com uma proporção superior a 99:1 em relação aos republicanos desde 1990. Além de combater a privatização de empregos públicos, suas metas políticas incluem aumentar o salário mínimo e impedir a substituição de horas extras por tempo de folga. Em junho de 2008, a AFSCME, junto com o MoveOn.org [en], investiu mais de US$ 500.000 em um anúncio na TV, Not Alex [en], criticando o candidato presidencial republicano John McCain.
Até a decisão de 2010 em Citizens United, o financiamento de campanhas vinha de contribuições voluntárias ao comitê de ação política AFSCME PEOPLE ("Funcionários Públicos Organizados para Promover a Igualdade Legislativa"). Após o afrouxamento das restrições por essa decisão da Suprema Corte, a AFSCME ampliou sua base de financiamento político usando cotas dos membros. O sindicato não é obrigado a divulgar publicamente a identidade de seus doadores ou o valor de suas contribuições.
A AFSCME foi o maior gastador externo nas eleições intermediárias de 2010, investindo US$ 87,5 milhões em apoio a candidatos democratas. Liderou o esforço fracassado de revogação em 2012 [en] contra o governador de Wisconsin Scott Walker.
Em 2014, a AFSCME rompeu com o Fundo Universitário Negro Unido [en] (UNCF) após este aceitar uma doação de US$ 25 milhões de Charles e David Koch. Desde 2003, a AFSCME doava anualmente entre US$ 50.000 e US$ 60.000 ao UNCF.
Em 2012, a AFSCME, o  SEIU e a Federação Americana de Professores [en] formaram uma aliança política para a campanha eleitoral nacional de 2012. Em 2016, a AFSCME e o SEIU estenderam esse acordo, gerando especulações sobre uma possível fusão futura.